# Will Brüll
Will Brüll (* 20. November 1922 in Viersen; † 22. August 2019 in Meerbusch-Osterath) war ein deutscher Künstler. Er lebte und arbeitete in der Osterather Windmühle.

## Leben und künstlerisches Schaffen
Brüll wurde 1922 in Viersen als Sohn einer Lehrerfamilie geboren und besuchte ein humanistisches Gymnasium. Nach dem Abitur war er von 1941 bis 1945 als Flieger im Zweiten Weltkrieg eingesetzt. Seit den 1960er Jahren machte er sich vor allem einen Namen als Stahlbildhauer. In seiner Geburtsstadt Viersen und speziell in seinem Wohnort Meerbusch stehen mehrere Arbeiten aus verschiedenen Schaffensperioden. Außerdem sind seine Skulpturen in vielen weiteren deutschen Städten aufgestellt, ebenso wie in Frankreich, den USA und Kanada. Brülls Leitmotiv ist die dynamische Bewegung der Fläche im Raum. „Skulptur ist raumbestimmende Akzentuierung“, wie er es ausdrückt.

### Studium und Frühwerk
Von 1945 bis 1950 studierte Brüll an der Staatlichen Kunstakademie Düsseldorf bei dem Bildhauer Joseph Enseling, einem Schüler von Aristide Maillol. Enseling vermittelte ihm wesentliche Züge von Maillols plastischem Konzept wie klare Konturen und die Entwicklung der Figur aus der Körperarchitektur. Diesen Prinzipien der klassischen Bildhauerei folgten Brülls erste realistisch gestaltete Ganzfiguren und Porträts. Neben den akademischen Anfängen entstanden in der unmittelbaren Nachkriegszeit zeittypische Arbeiten. Motive wie „Klage“, „Auf der Flucht“ und „Trauerndes Paar“ sind Spiegel- und Stimmungsbilder jener Jahre. Angeregt durch Ewald Mataré, den damaligen Leiter der Bildhauerklasse an der Düsseldorfer Kunstakademie, behandelte Brüll mehrere religiöse Motive. Auch stilistisch stand Brüll damals Matarés künstlerischem Konzept nahe, das sich durch Verschmelzung der Einzelformen, glatte Oberflächen und geschlossene Konturen auszeichnet.
Nach dem Studium war Brüll zunächst weiter in Düsseldorf tätig, bevor er 1955 nach Osterath zog. Bis zum Anfang der 1960er Jahre schuf er gegenständliche Skulpturen aus Holz, Stein und Bronze. Die von ihm selbst als „frühe Bronzen“ bezeichneten, meist kleinformatigen Arbeiten zeichnen sich durch stilisierende Vereinfachung aus. Sie lassen neben Matarés Einfluss Brülls Auseinandersetzung mit der Skulptur der klassischen Moderne eines Alexander Archipenko, Henry Moore, Constantin Brancusi, Marino Marini und Jean Arp erkennen. Bei den frühen Bronzen spielte Brüll innerhalb des geschlossenen Konturs zunehmend mit Positiv- und Negativformen. Indem er das plastische Volumen durch Leerformen aushöhlte, drang der Raum in das Innere der Skulptur ein.

### Die Arbeit mit rostfreiem Stahl
Nach der Phase der Suche und Orientierung in den fünfziger Jahren gab es Anfang der 1960er Jahre ein radikaler Umbruch in Material, Formenrepertoire und künstlerischer Aufgabenstellung. Brüll beschäftigte nicht mehr die plastische Modellierung von Körpern, sondern die Beziehung des plastischen Gebildes zum umgebenden Raum. In der Zeit um 1960/61 entstanden, noch in den traditionellen Materialien Messing und Bronze, erste Versuche mit Rhythmisierungen gleicher Formelemente. Sie lassen stilistische Parallelen zur gleichzeitigen informellen Malerei eines Wols oder Alfred Manessier erkennen. Bei mehreren Reliefs spielte Brüll mit der Gruppierung von stilisierten Personengruppen, die er wenig später durch abstrahierte Formen ersetzte, bei denen sich Assoziationen an Blätter oder Segel einstellen. Bildeigene, abstrakt zu lesende Strukturen bereiteten die Entwicklung von der figurativen zur nichtfigurativen Plastik vor.
Bei der Suche nach einem neuen Konzept fand Brüll zum rostfreien Stahl. Dieses Material bot ihm die Chance, neue Wege zu beschreiten. Anfang und Ausgangspunkt allen plastischen Gestaltens wurde für ihn die Fläche, die bereits die Möglichkeit der räumlichen Entfaltung in sich trage, wie er es 1995 formulierte. Sobald eine Rechteckfläche – bei Brüll fast ausschließlich aus rostfreiem Stahl – durch Walzen gebogen werde, gebe sie die Zweidimensionalität zugunsten der Dreidimensionalität auf, wodurch eine Raumplastik entstehe – im Gegensatz zu der traditionellen, körperhaft modellierten Volumenplastik. Mit der Gestaltung des sogen. Leervolumens schloss Brüll an die Auffassung von Plastik an, wie sie 1920 im Realistischen Manifest von den Bildhauern Antoine Pevsner und Naum Gabo zum ersten Mal theoretisch formuliert wurde.
Mit der Verwendung von rostfreiem Stahl, einem industriell gefertigten Werkstoff aus dem Bereich der Technik, verzichtete Brüll auf die klassischen Materialien der Bildhauerei, mit denen er vorher gearbeitet hatte. Im rostfreieb Stahl sah er den zeitgemäßen Werkstoff der industrialisierten Welt und mit Hilfe der Walztechnik konnte er seine Vorstellungen adäquat umsetzen. 1995 beschrieb Brüll seine Arbeit mit Stahl: „Ich träume in Stahl von Beschwingtheit und Schwerelosigkeit, von Rhythmik, von Poesie und Musik, aber auch von Energiegeladenheit und Dynamik, und ebenso von Schutzgebung, Keimung und Wachstum. Ich träume in Stahl alle urmenschlichen Empfindungen - auch Trauer und Schmerz“. In der Wahl des Materials spiegeln sich der Optimismus und der Fortschrittsglaube der 1960er Jahre, das Vertrauen in Technik, Industrie und Wachstum als Garanten für ein besseres Leben und eine bessere Welt. Einige Werke dieser Jahre tragen Bezeichnungen wie Aufbruch und Aufschwung.
Die abstrahierte Raumskulpturen aus rostfreiem Stahl bilden bis heute den Schwerpunkt von Brülls Schaffens. Seine großformatigen öffentlichen Raumplastiken finden sich in der gesamten Bundesrepublik, darunter verschiedene in seinem Wohnort Meerbusch, wie die „Schwingen der Freundschaft“, die 1997 auf Initiative des Meerbuscher Kulturkreises e.V. anlässlich der dreißigjährigen Städtepartnerschaft zwischen Meerbusch-Strümp und Fouesnant in der Bretagne in beiden Städten aufgestellt wurden. Er platziert seine Stahlskulpturen gern als Kontrapunkt zur Architektur in einem städtischen Umfeld oder im Dialog mit der Natur. Im Freien aufgestellt und den Kräften der Natur ausgesetzt, entfalten die Werke ihre Lebendigkeit und Dynamik, besonders wenn es sich um windbewegliche Arbeiten handelt. Die kühl glänzenden Stahlobjekte mit ihren geometrischen Einzelformen stehen im Kontrast zu ihrer Umgebung. Hier reagieren sie auf Luftbewegung, unterschiedliche Lichtverhältnisse und Sonneneinstrahlung. Im Wechselspiel zwischen technisch anmutender Skulptur und natürlichem Umfeld hebt Brüll den Gegensatz zwischen Technik, Kunst und Natur auf.
Die älteren Werkgruppen der „Raumsegel und Raumwirbel“ entfalten vor dem luftigen Hintergrund von Himmel und Wolken eine eigene Dynamik. Mit ihren locker und rhythmisch angeordneten, offenen Einzelteilen wecken sie Assoziationen an aufwirbelndes Laub, während andere Arbeiten als riesige Schlaufen, Schleifen oder Knoten mit ihrem konzentrierten Wechselspiel von konkaven und konvexen Formen den umgebenden Raum akzentuieren und rhythmisieren.
In den 1990er Jahren entstand die Werkgruppe, die Brüll unter dem Oberbegriff „Keimung – Schutzgebung“ zusammenfasste. Mit den Mitteln des gebogenen Stahls schuf er einen schützenden Raum für die verletzliche Frucht und griff damit ein Motiv auf, das ihn schon bei seinen frühen Bronzen in der konkreten Form der Mutter/Kind-Darstellung beschäftigt hatte. Die Varianten der „Keimung“ verdeutlichen, dass Brüll kein abstrakter Künstler ist, sondern dass seine Arbeiten einen gegenständlichen bzw. einen natürlichen Ausgangspunkt haben.
Im Laufe der Jahre vereinfachte Brüll sein Formenrepertoire, ohne an Ausdruckskraft zu verlieren. Bei den abstrahierten Stahlplastiken ist die Entwicklung von den kleinteiligen Formen der Wirbel aus den sechziger Jahren hin zu der konzentrierten Sprache der späteren Arbeiten erkennbar. Zu ihnen gehört die Werkgruppe „Kugel mit Schwung“, entstanden seit den späten 1990er Jahren.
Der Entstehung der Stahlplastiken liegt ein aufwändiges technisches Verfahren zugrunde. Am Anfang des kreativen Prozesses stehen Skizzen und kleine Papiermodelle. Im ersten konkreten Schritt zur Realisierung einer Idee stellt Brüll ein etwa 30 cm hohes Maßstabsmodell aus relativ dünn gewalztem Stahl her. Für die nächstgrößeren Modelle ab etwa einem halben Meter müssen für die gewünschten Flächen bereits zwei gebogene Platten miteinander verschweißt werden. Die meterhohen Raumplastiken schließlich werden nach ihrer Fertigstellung insgesamt nochmals geschliffen und poliert, damit sie das Licht optimal reflektieren. Die mobilen Skulpturen erfordern umfangreiche statische Berechnungen, für die Brüll einen Spezialisten hinzuzieht.

### Grafik und Malerei
Neben seiner plastischen Tätigkeit schuf Will Brüll ein umfangreiches Werk in anderen Techniken wie Zeichnungen, Radierungen, Linolschnitte, Aquarelle, Pastelle, Collagen, Öl- und Acrylbilder. Parallel und in Verbindung mit den Skulpturen entstanden zahlreiche Skizzen und Entwürfe. Angeregt durch das Walzen seiner Skulpturen schuf er Walzbilder mit abstrakten Farbpartituren. Vom Umgang mit Farbe zeugen ebenfalls zarte Aquarelle mit Segel- und Wirbelmotiven.

### Ausstellungen (Auswahl)
- 1965 Galerie Vömel, Düsseldorf
- 1966 5.Internat.Bildhauerausstellung, Arnheim
- 1966 Museum für Moderne Plastik, Mexiko
- 1968 Pfalzgalerie, Kaiserslautern
- 1975 Mannheimer Kunstverein
- 1976 Niederrh. Freilichtmuseum, Grefrath
- 1985 Städtische Galerie im Park, Viersen
- 1997 Galerie Benden u. Klimczak, Viersen
- 1998 Galerie Vömel, Düsseldorf
- 1998 Museum Kurhaus Kleve, Kleve
- 2003 Sparkasse Neuss
- 2009 Teloy-Mühle, Meerbusch-Lank
- 2023 „Will Brüll – Künstler und Sammler“, Stadt Meerbusch, Kulturamt / Brüll-Houfer-Stiftung, Teloy-Mühle, Meerbusch-Lank[13]

### Foto-Galerie

Plastiken im Öffentlichen Raum
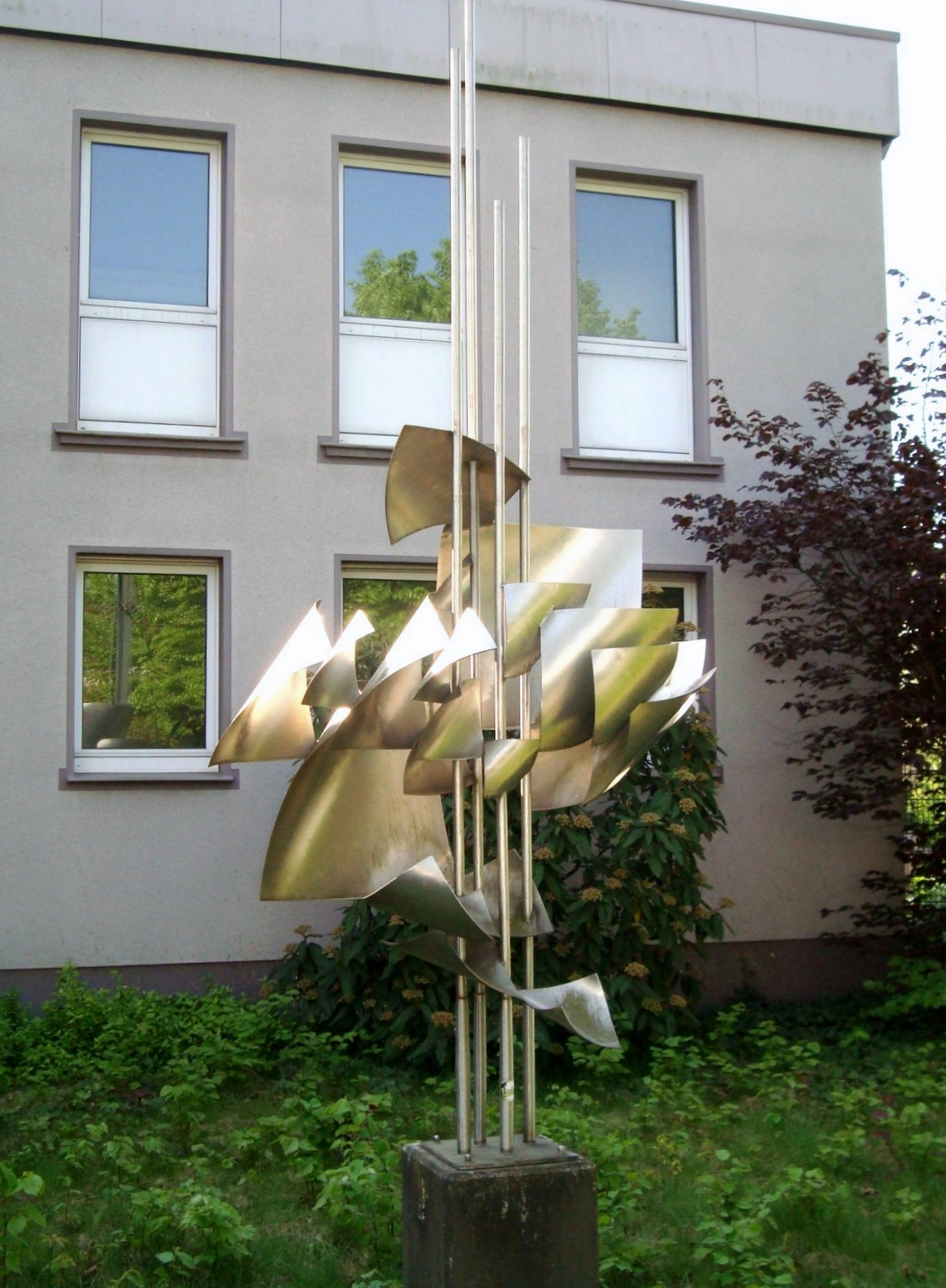
Raumwirbel, Düsseldorf-Heerdt
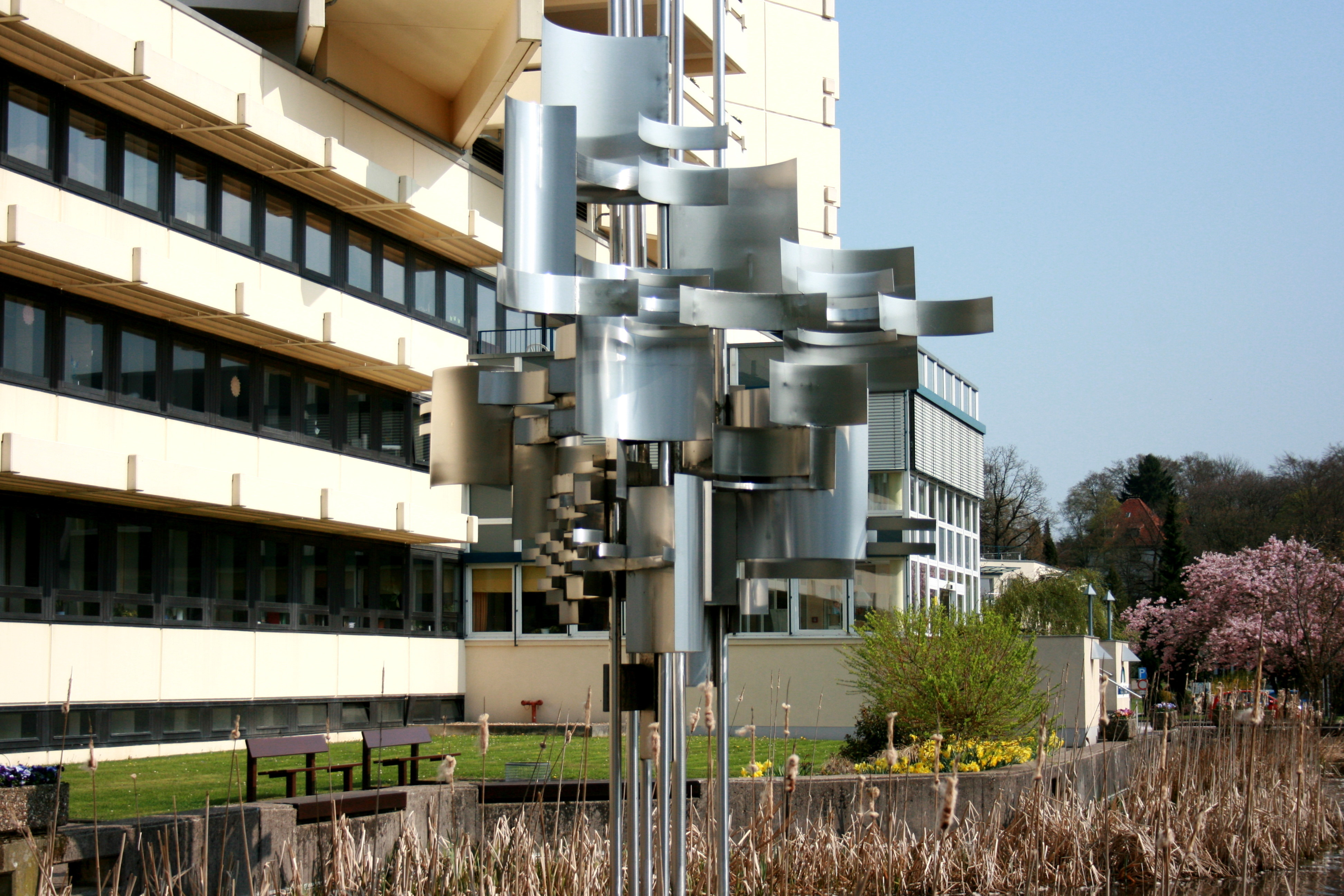
Dreiseitige Raumrhythmisierung, vor der Klinik Bergisch-Land, Wuppertal-Ronsdorf
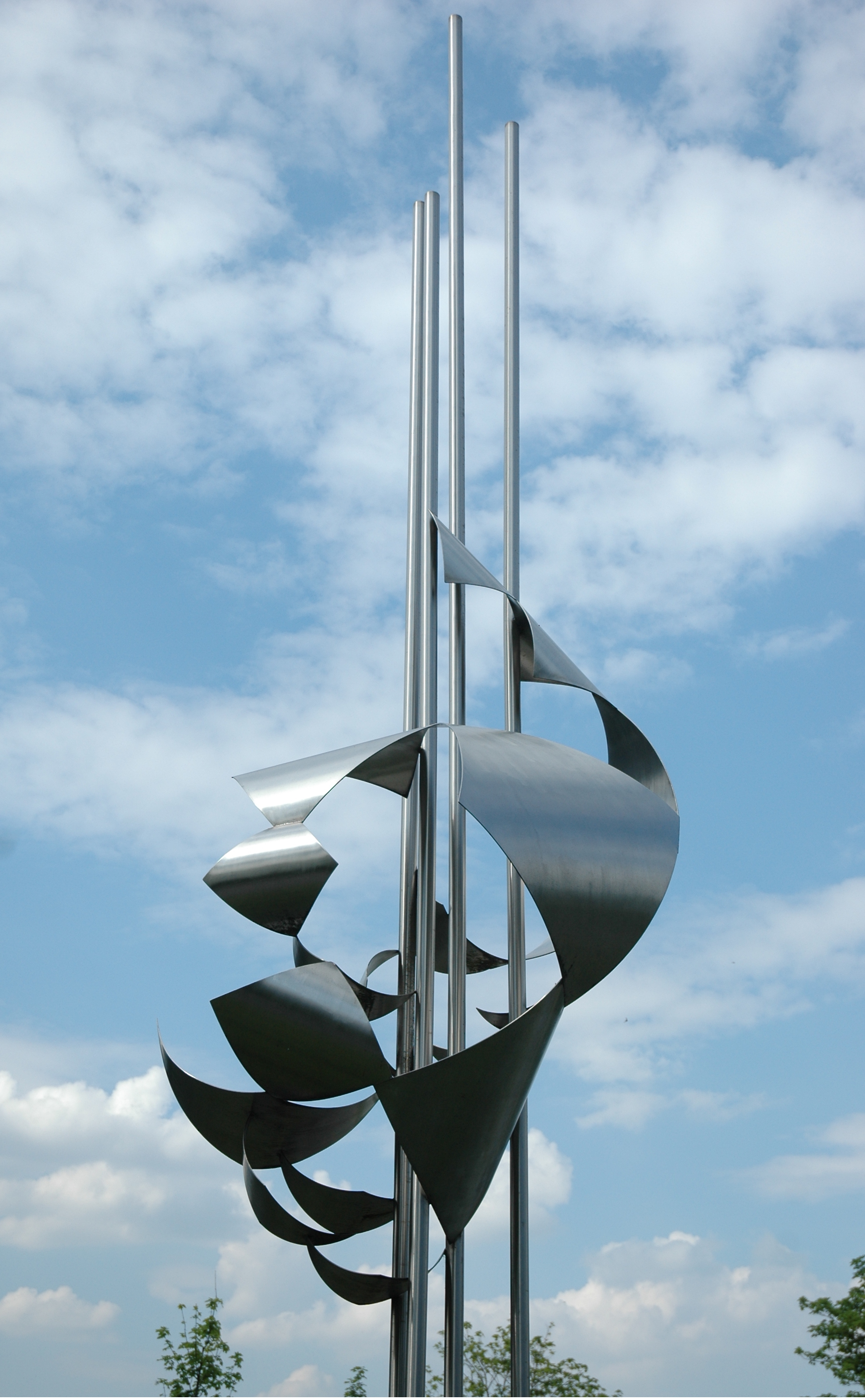
Großer Raumwirbel, Meerbusch-Osterath, 1965
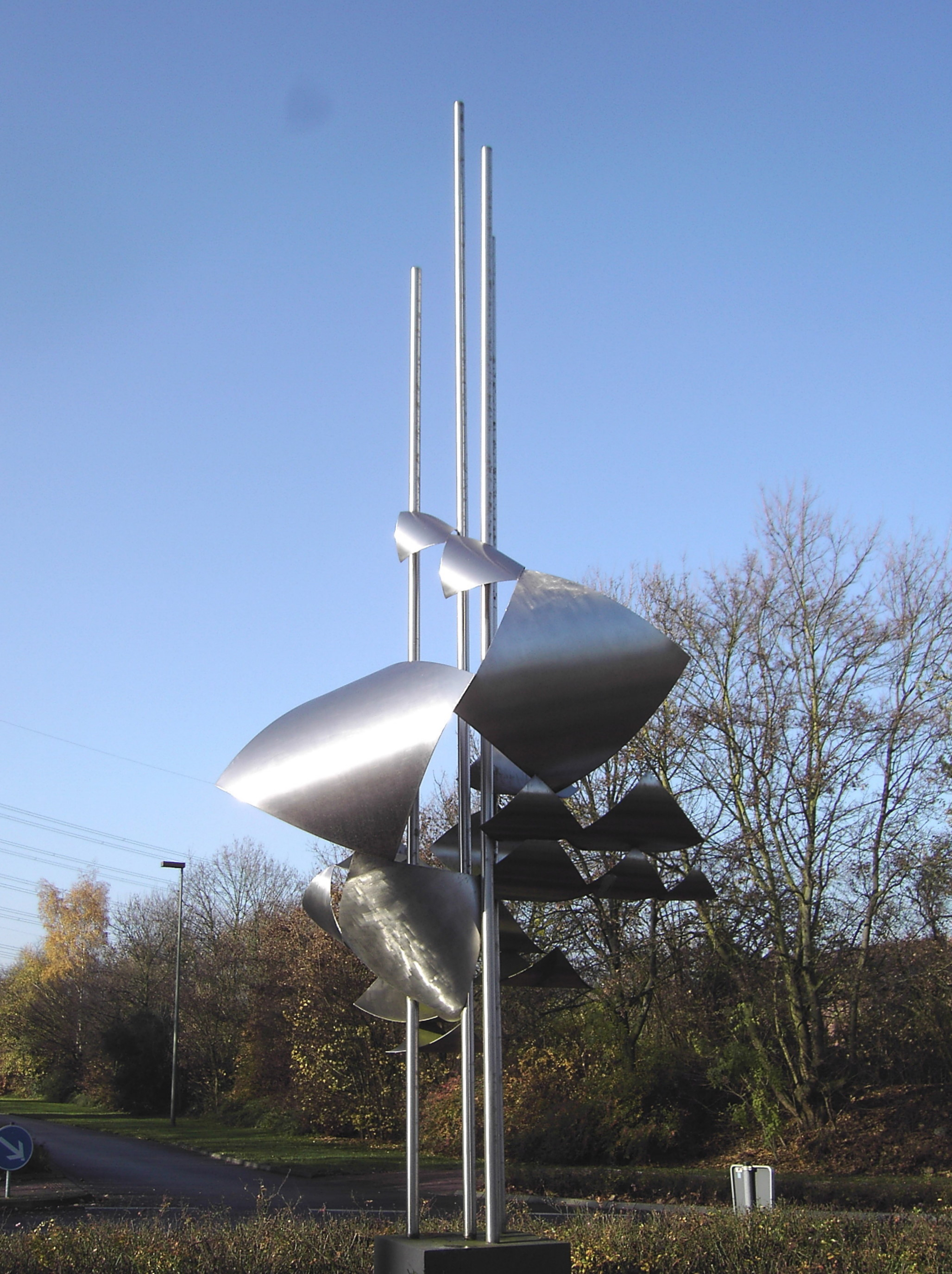
Großer Raumwirbel, Meerbusch-Osterath, 1965
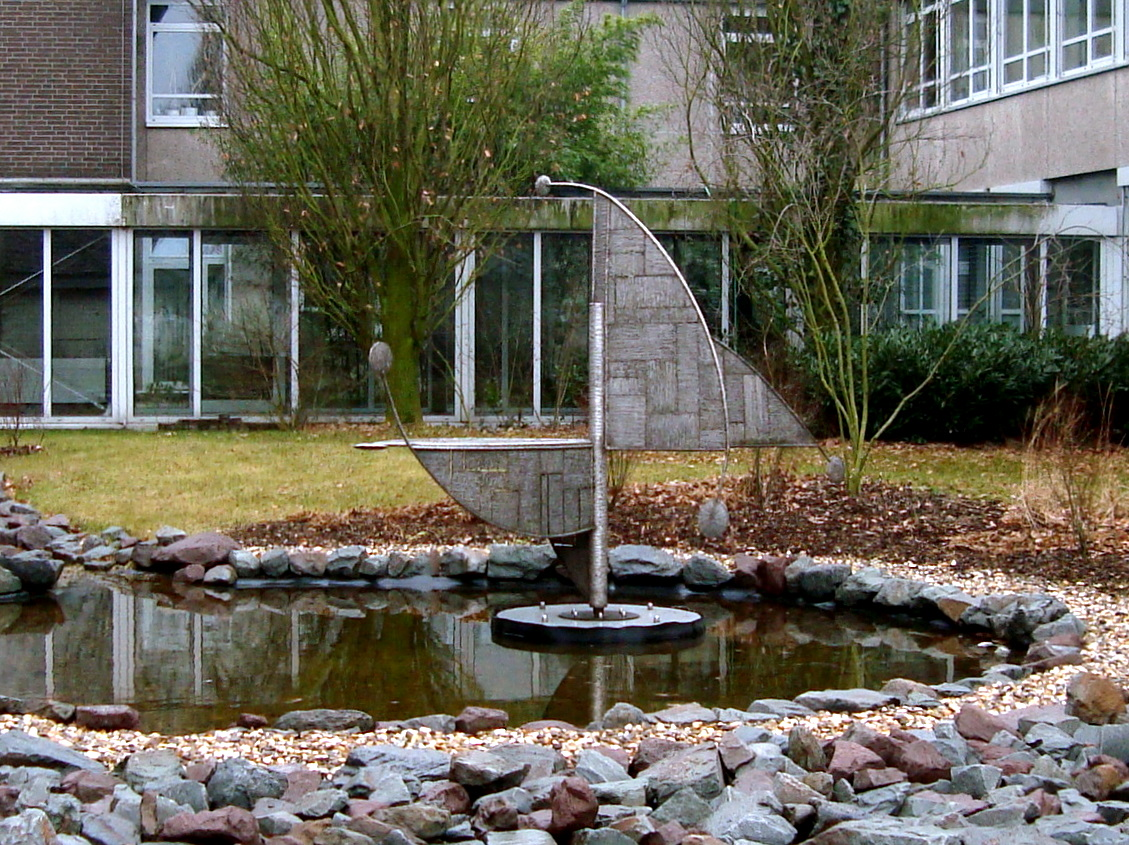
Kreisflächensegmente, 1968, Meerbusch-Lank, Bürgerhaus
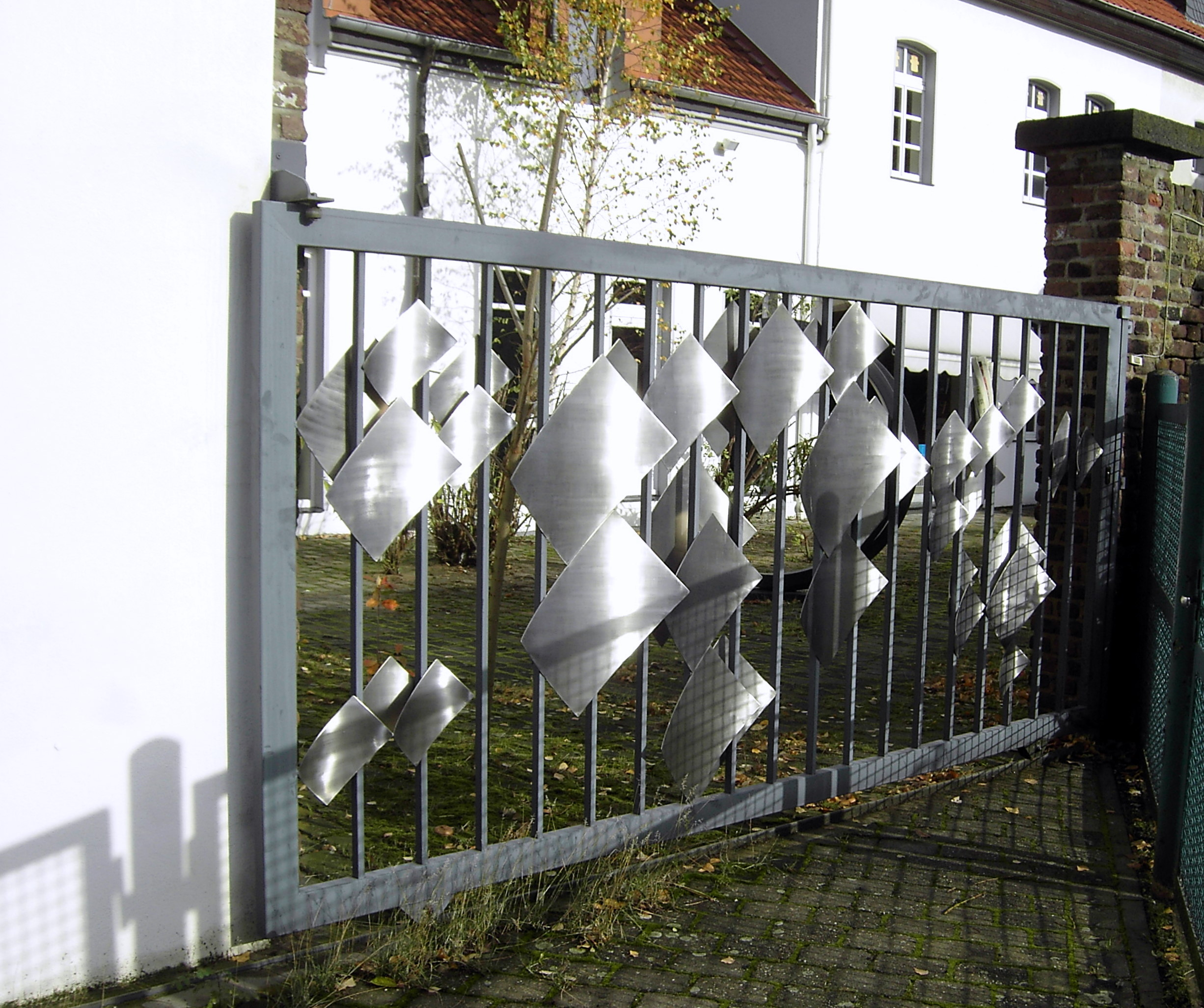
Gittertor, 1988, Meerbusch-Osterath, Buch- und Kunstkabinett Mönter
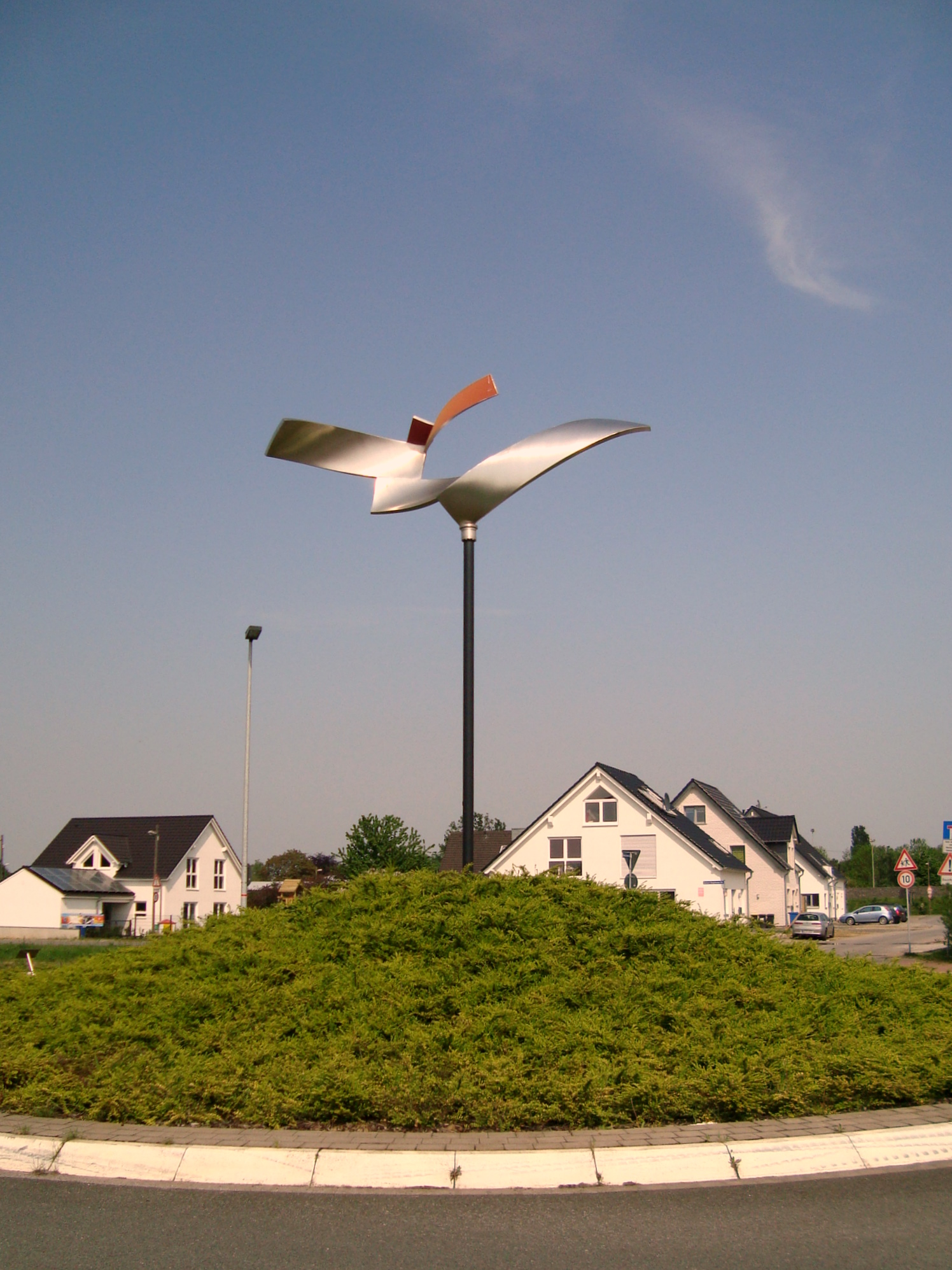
Große Raumschwinge, 1997, Meerbusch-Strümp
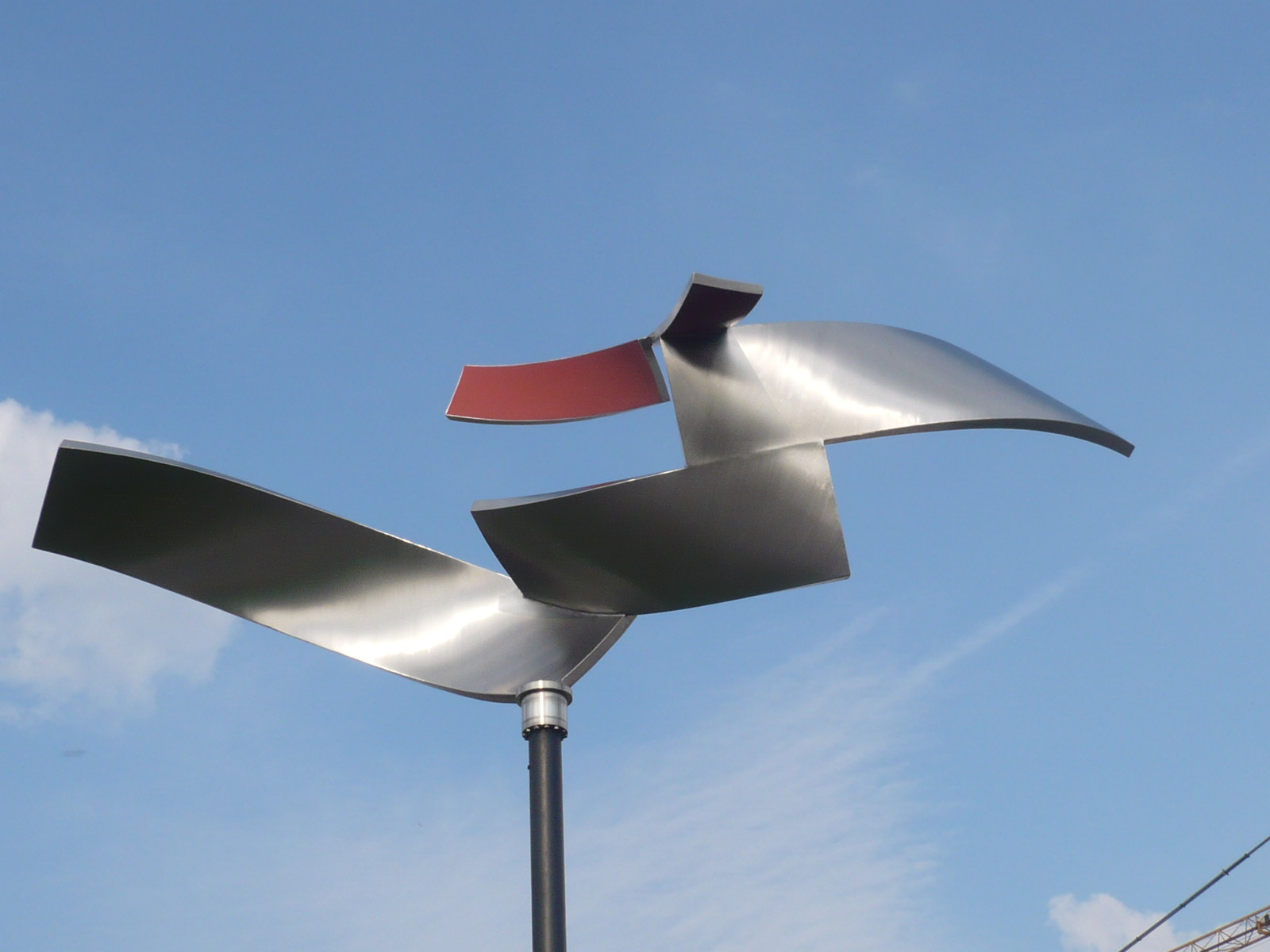
Große Raumschwinge (Detail), 1997, Meerbusch-Strümp
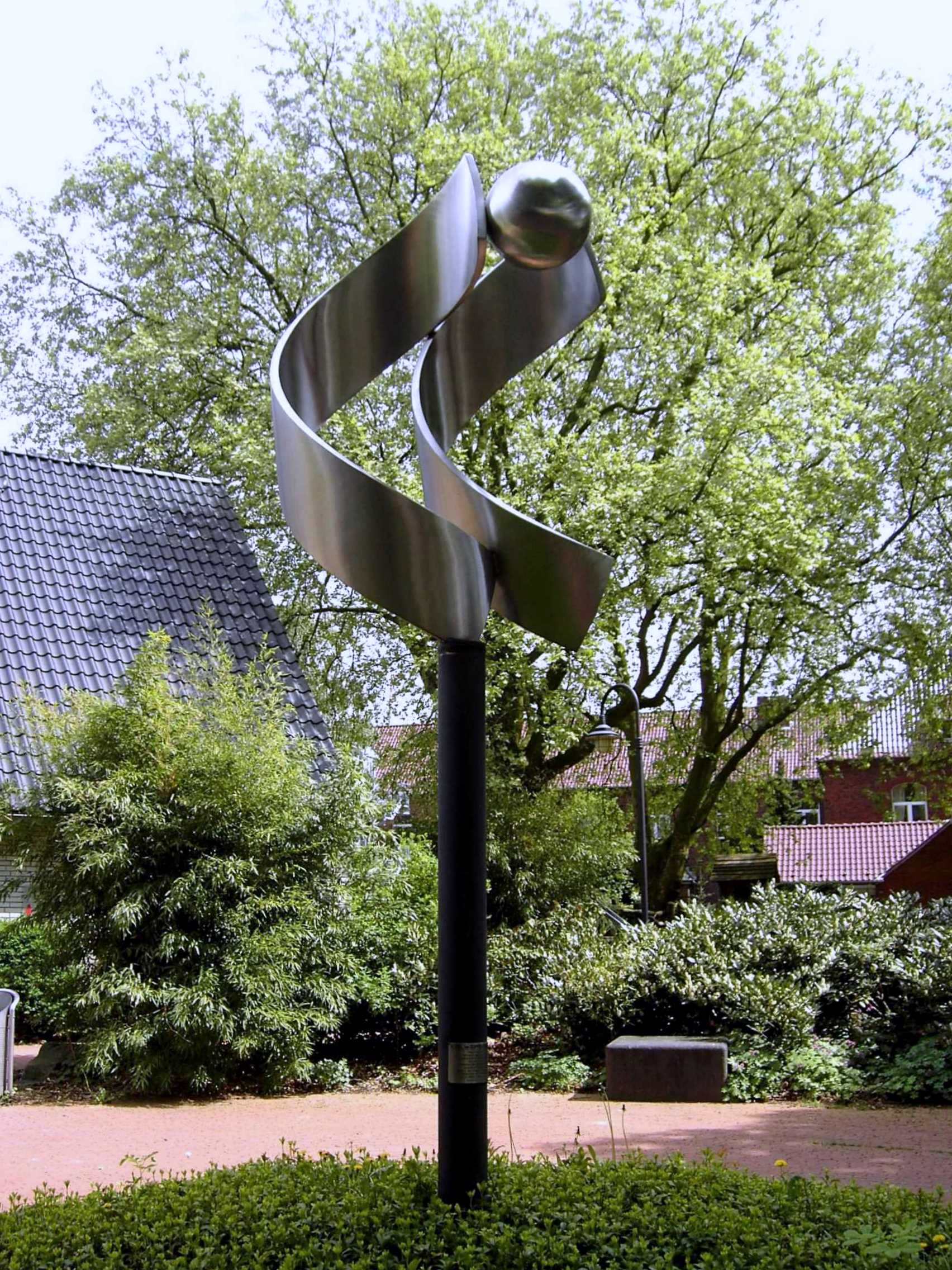
Kugel im Doppelschwung, 2002, Meerbusch-Lank-Latum
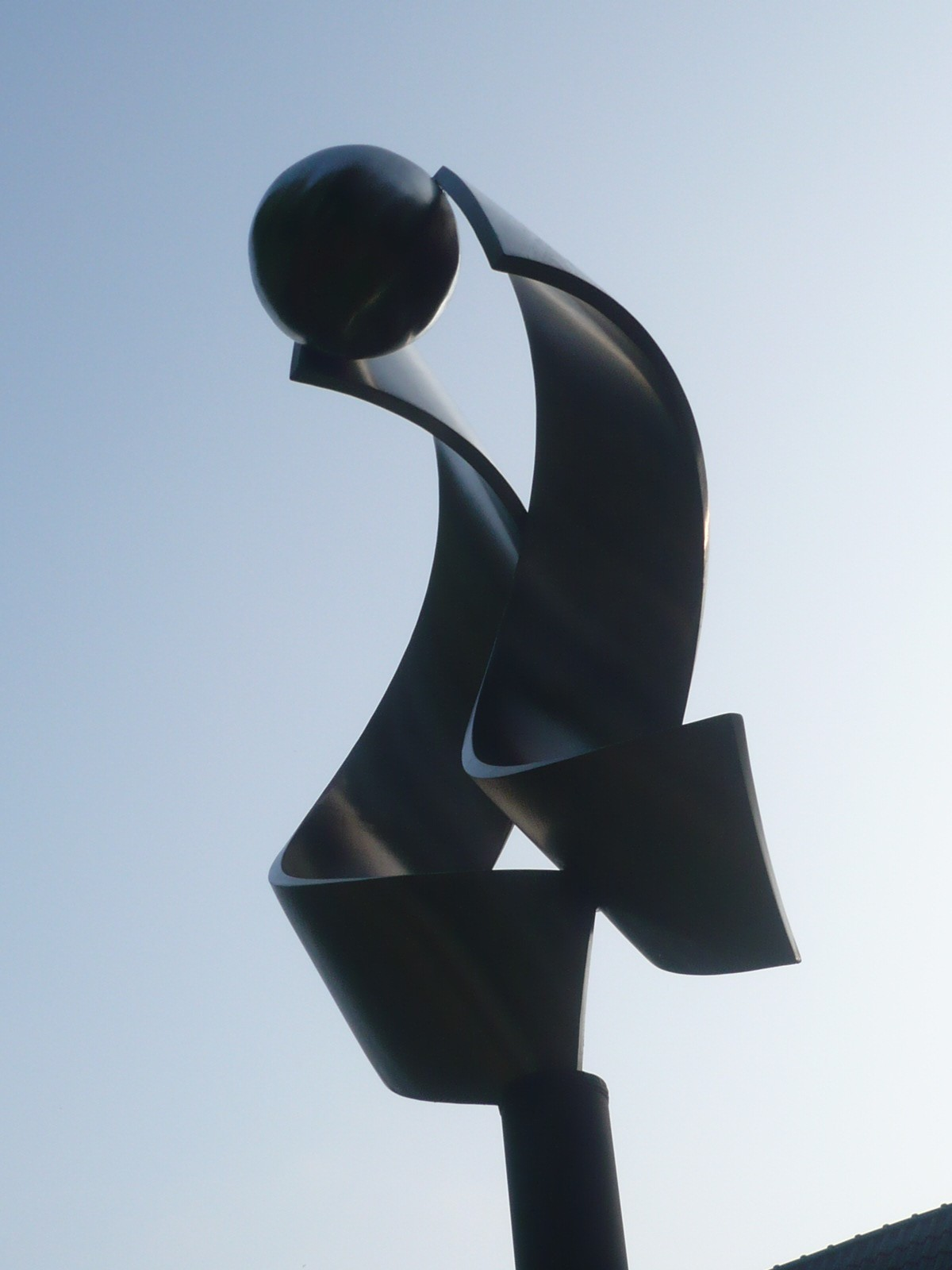
Kugel im Doppelschwung (Detail), Meerbusch-Lank-Latum, 2002
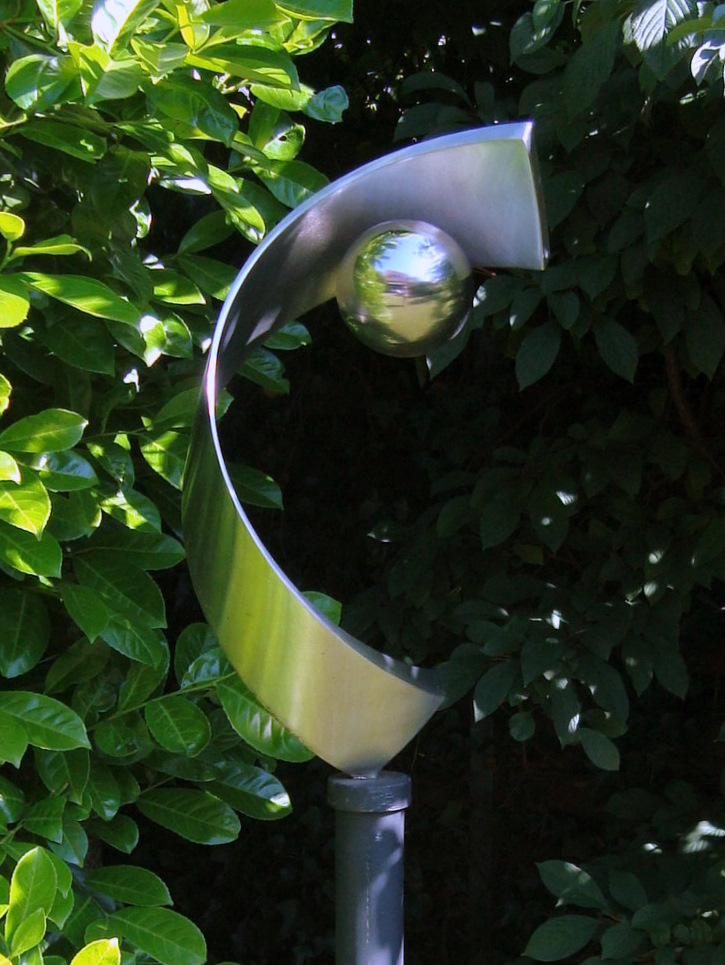
Kugel im Schwung, Meerbusch-Osterath
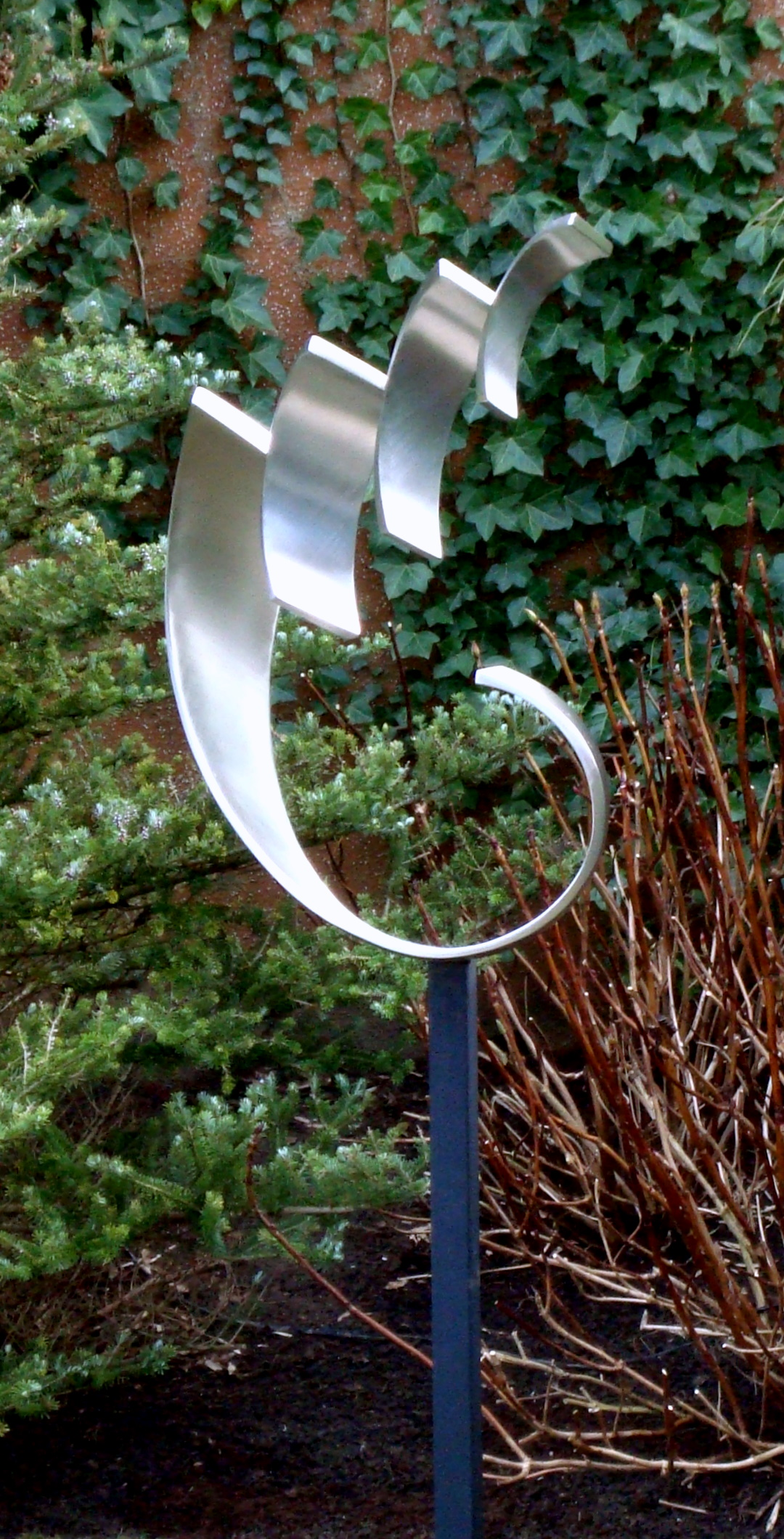
Lichtfänger, Meerbusch-Osterath
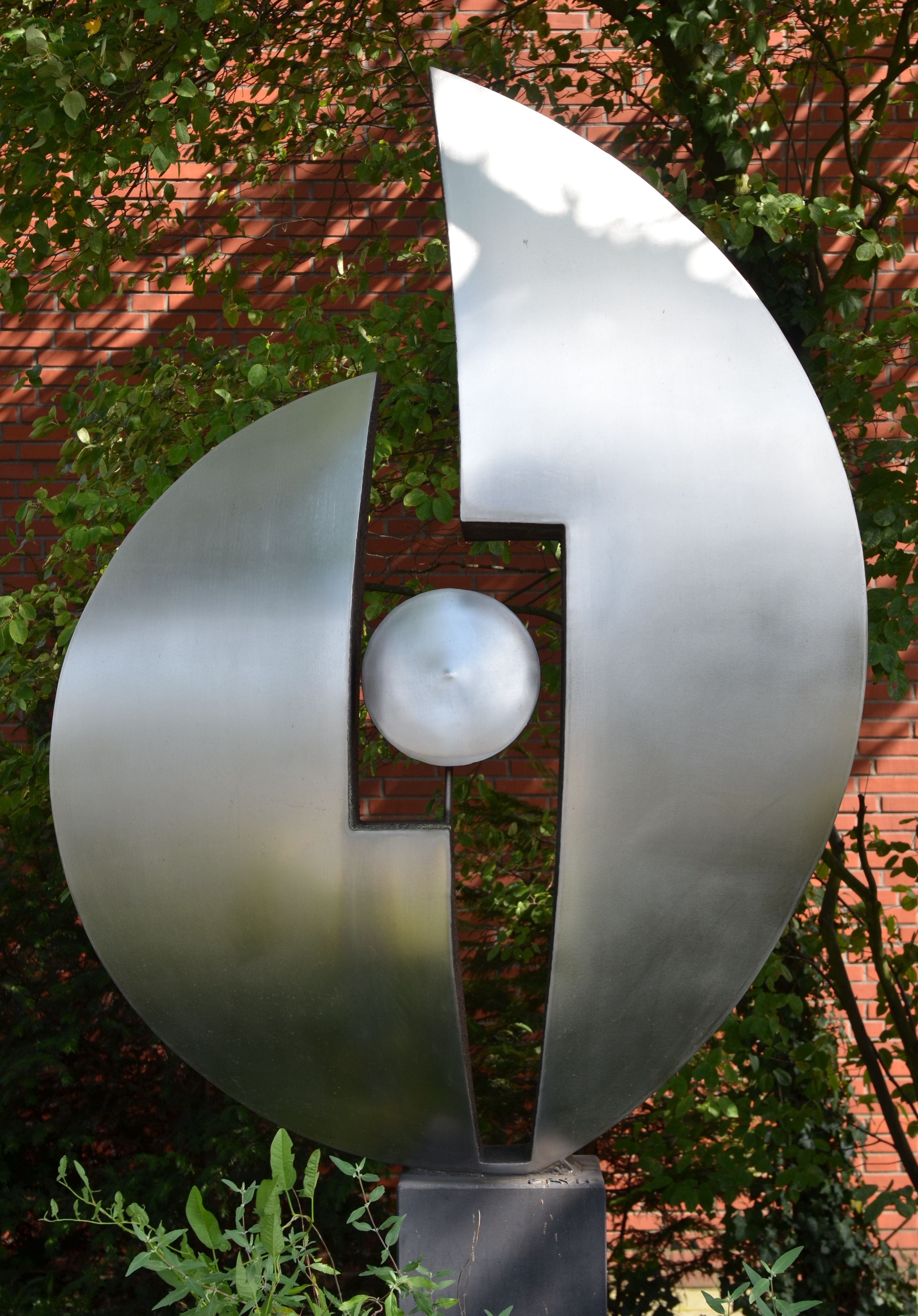
Große Schutzgebung, Willich-Anrath
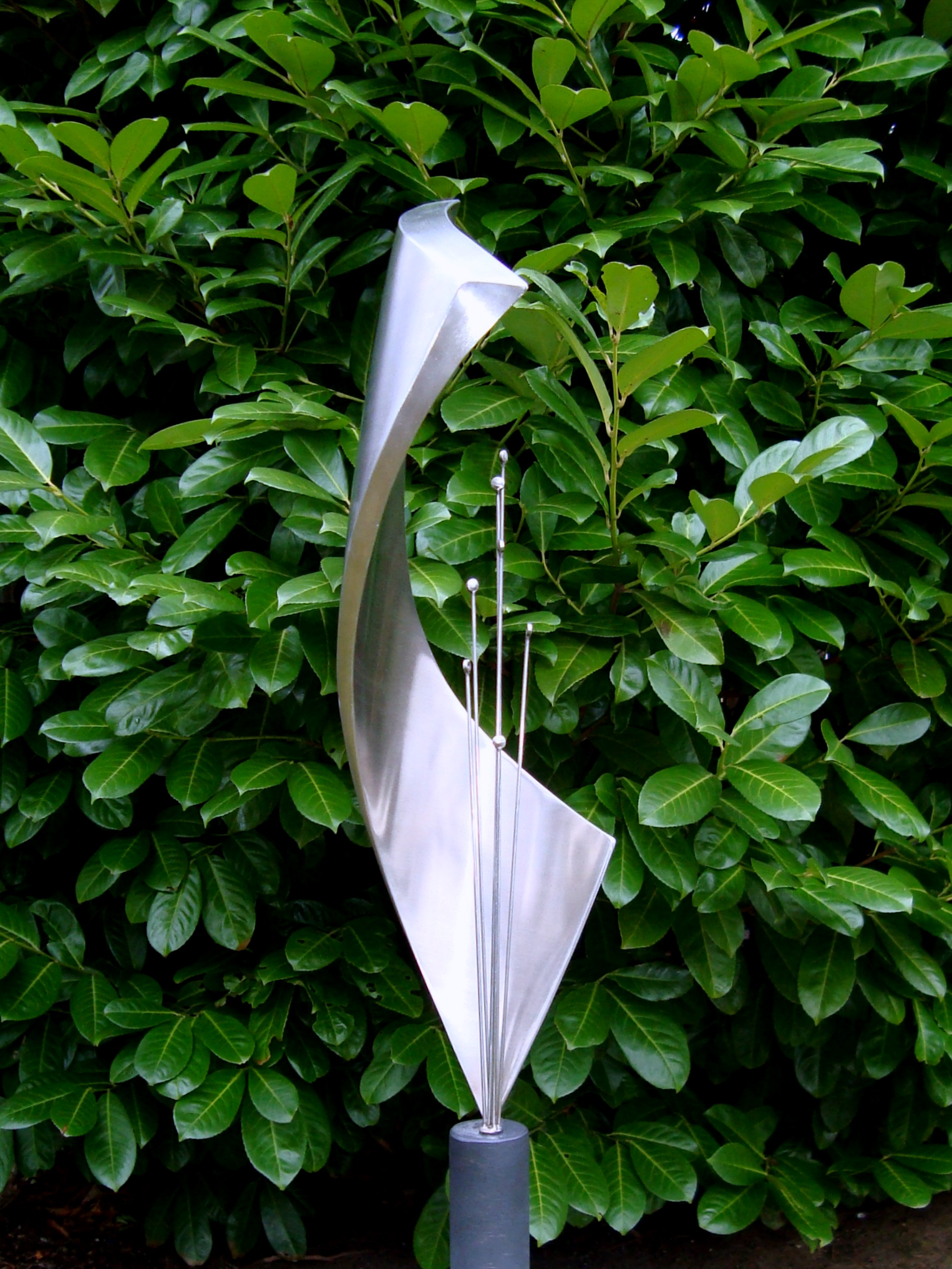
Keimung, sprießend, Meerbusch-Osterath
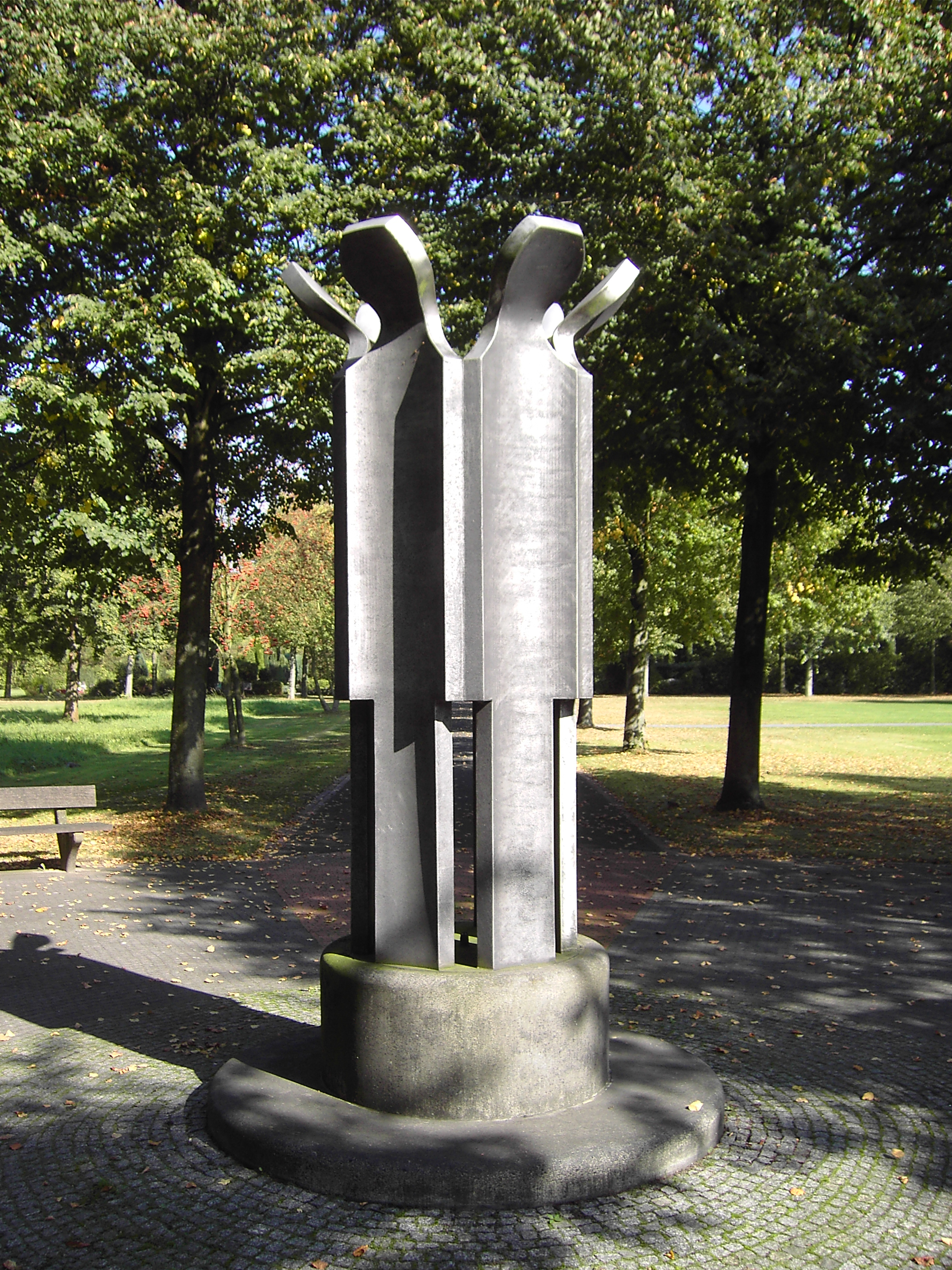
Trauermal, 1988, Friedhof Meerbusch-Osterath
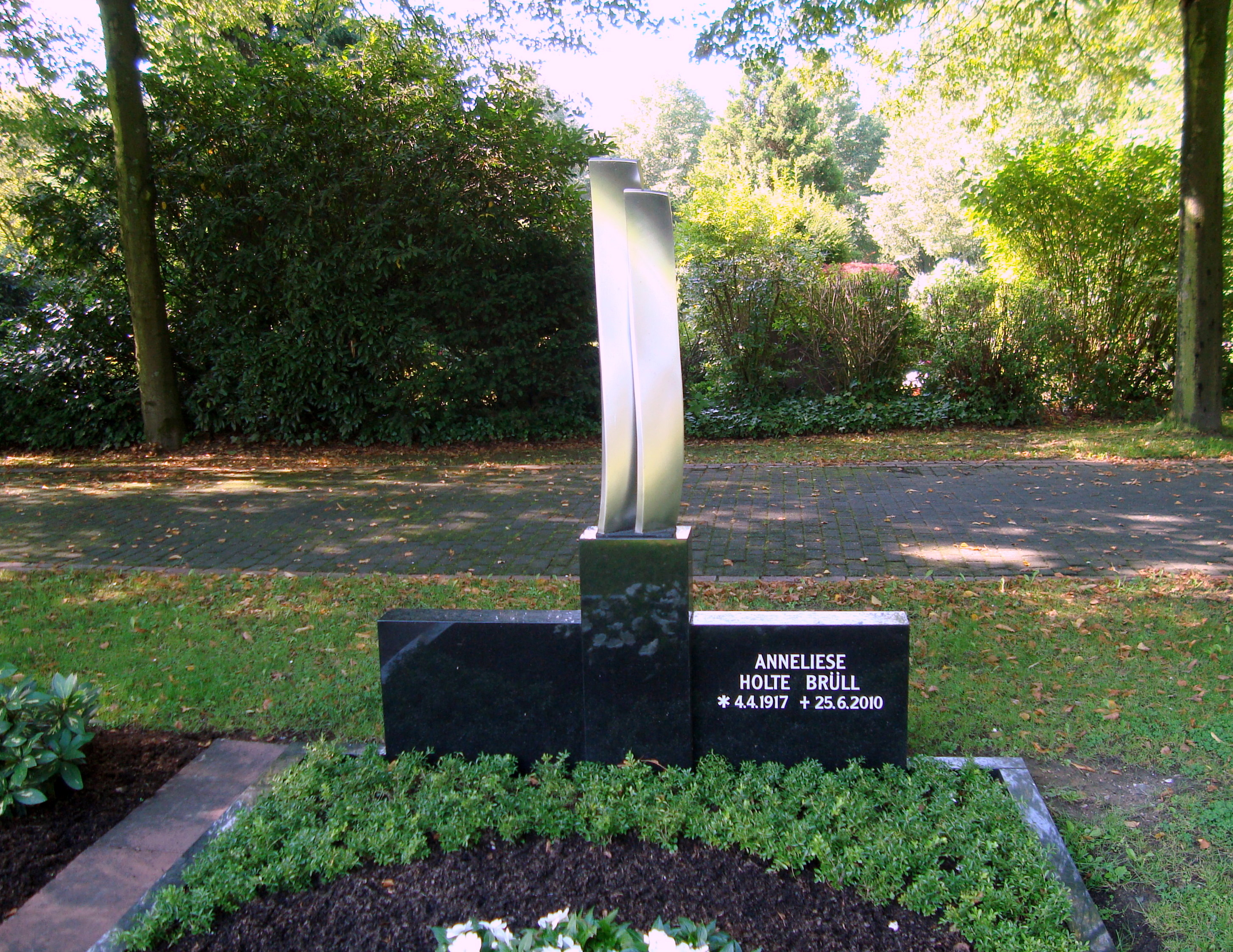
Paar, Grabstätte Anneliese Holte-Brüll, Friedhof Meerbusch-Osterath

## Osterather Windmühle: Atelier und Skulpturenpark

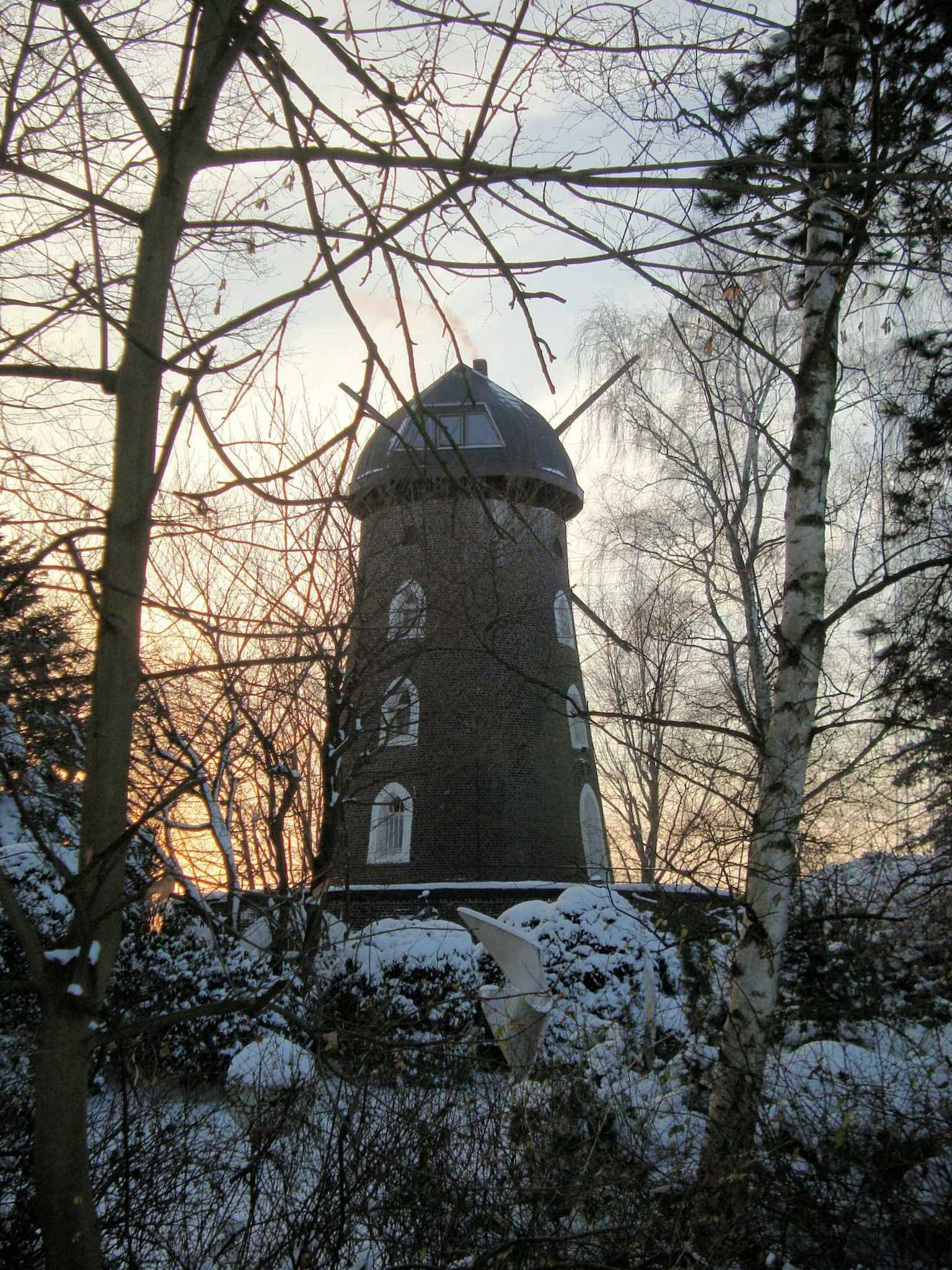
Die Osterather Windmühle, Wohnung und Atelier von Will Brüll

1955 zog Brüll mit seiner Partnerin nach Osterath (heute Stadtteil von Meerbusch), wo er bis zu seinem Tod lebte. Sie erwarben die baufällige Osterather Windmühle, ließen sie restaurieren und als Wohnraum und Atelier umbauen. Der ehemalige Pferdestall wurde zur Werkstatt, das umliegende Ackerland zum Skulpturenpark umgestaltet. Hier sind zahlreiche Arbeiten von Will Brüll ausgestellt. 1992 richtete Brüll im alten Müllerhaus Ausstellungsräume ein, in denen sein gesamtes Schaffen in Werkgruppen dokumentiert und museal präsentiert wird. Die denkmalgeschützte Architektur und die Kunst im Mühlenpark bilden ein Gesamtkunstwerk.

## Brüll-Houfer-Stiftung
2005 riefen Brüll und seine Partnerin Anneliese Holte, geb. Houfer († 2010), gemeinsam die Brüll-Houfer-Stiftung ins Leben, die die Mühle und das Lebenswerk des Künstlerehepaares bewahren soll. Die Stiftung wird von der Stadt Meerbusch treuhänderisch verwaltet und vergibt einen Förderpreis an junge Bildhauer. Verbunden mit dem Förderpreis ist eine von der Stadt Meerbusch ausgerichtete Einzelausstellung in der Teloy-Mühle in Meerbusch-Lank. Der erste Preisträger 2007 war Paul Jonas Petry (* 1972), 2012 bekam Katharina Wackermann (* 1982) den Förderpreis.